# Bristol 401
Der Bristol 401 ist ein geschlossenes zweitüriges Oberklassefahrzeug des ehemaligen britischen Automobilherstellers Bristol Cars, das von 1949 bis 1953 verkauft wurde und den Bristol 400 zunächst ergänzte und später ersetzte. Der 401 ist der erste der sogenannten Aerodyne Bristols, zu denen auch der Bristol 402 und der 403 gehören. 

## Entstehungsgeschichte
Das in Gloucestershire ansässige Unternehmen Bristol Cars hatte seinen Ursprung in der Bristol Aeroplane Company, die 1910 in Bristol als Flugzeughersteller gegründet worden war. Nach dem Ende des Zweiten Weltkriegs gingen die Aufträge für Neuflugzeuge erheblich zurück. Um die Kapazitäten auszulasten, expandierte das Unternehmen – ähnlich wie Saab – in die Automobilbranche. Das erste Fahrzeug der neuen Marke, der Bristol 400, basierte auf technischen Komponenten der noch vor dem Krieg entwickelten BMW-Modelle 326, 327 und 328.
Der 400 wurde in Großbritannien mit Zustimmung aufgenommen. Auf einigen Exportmärkten wurde allerdings das knappe Platzangebot speziell im Bereich der Rücksitze und im Kofferraum bemängelt, sodass sich Bristol bereits Anfang 1947 entschloss, ein neues Fahrzeug zu entwickeln. Während mittelfristige Überlegungen auf den Bau eines in größerer Serie zu produzierenden Viertürers gerichtet waren – unternehmensintern als World Car bezeichnet –, sollte zunächst erneut ein Zweitürer ins Programm gebracht werden. Daraus wurde der 401, der 1949 auf den Markt kam und ein knappes Jahr parallel zum alten 400 produziert wurde. Bei weitgehend unveränderter Technik hat der 401 eine vollständig neu gestaltete Karosserie, die Bristol gemeinsam mit dem italienischen Karosseriebauunternehmen Touring entwickelte. 1947 entstanden bei Touring in Mailand zwei Prototypen, die auf einem Chassis der 400-Reihe aufbauten. Sie wurden als Vorführwagen genutzt und dienten im Werk vor allem als Anschauungsobjekt für die Konstruktion des Aufbaus.
Auf der Grundlage des 401 entstand 1949 das Cabriolet 402; 1953 wurde der 401 schließlich zum Bristol 403 weiterentwickelt.

## Modellbeschreibung

### Rahmen und Fahrwerk
Der Bristol 401 ist auf einem aus Stahl gefertigten Kastenrahmen mit Längsträgern und Quertraversen aufgebaut, dessen Konstruktion und Abmessungen mit dem des 400 übereinstimmen. Der Rahmen geht auf das Chassis des BMW 326 von 1936 zurück und weicht von diesem Vorbild nur in Details ab. Die Vorderräder sind einzeln an Querlenkern und einer unteren Querblattfeder aufgehängt. Hinten hat der Wagen eine Starrachse mit Watt-Gestänge und einem Längslenker, Drehstabfedern mit Traghebeln und selbst konstruierten Stoßdämpfern. Das Chassis wurde zu einem Markenzeichen aller späteren Bristol-Modelle.

### Motorisierung
Der Bristol 401 übernahm das Chassis des 400 unverändert. Auch die Antriebstechnik einschließlich des Motors erfuhr keinerlei Veränderungen. Bristol verwendete den bereits aus dem 400 bekannten Motor vom Typ 85C, der 85 PS abgab.

### Karosserie

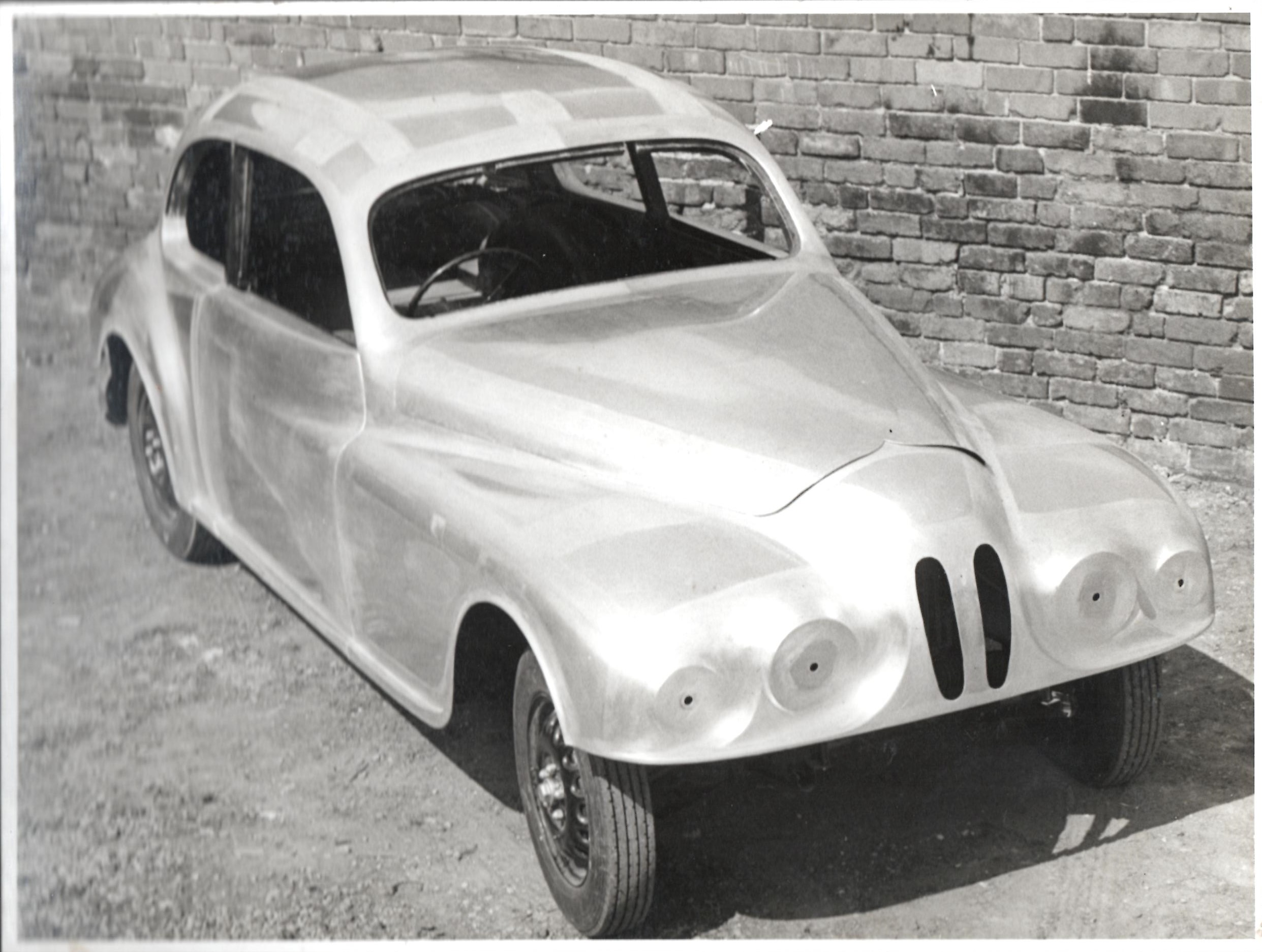
Rohkarosserie eines Bristol 402 von Abbey Panels

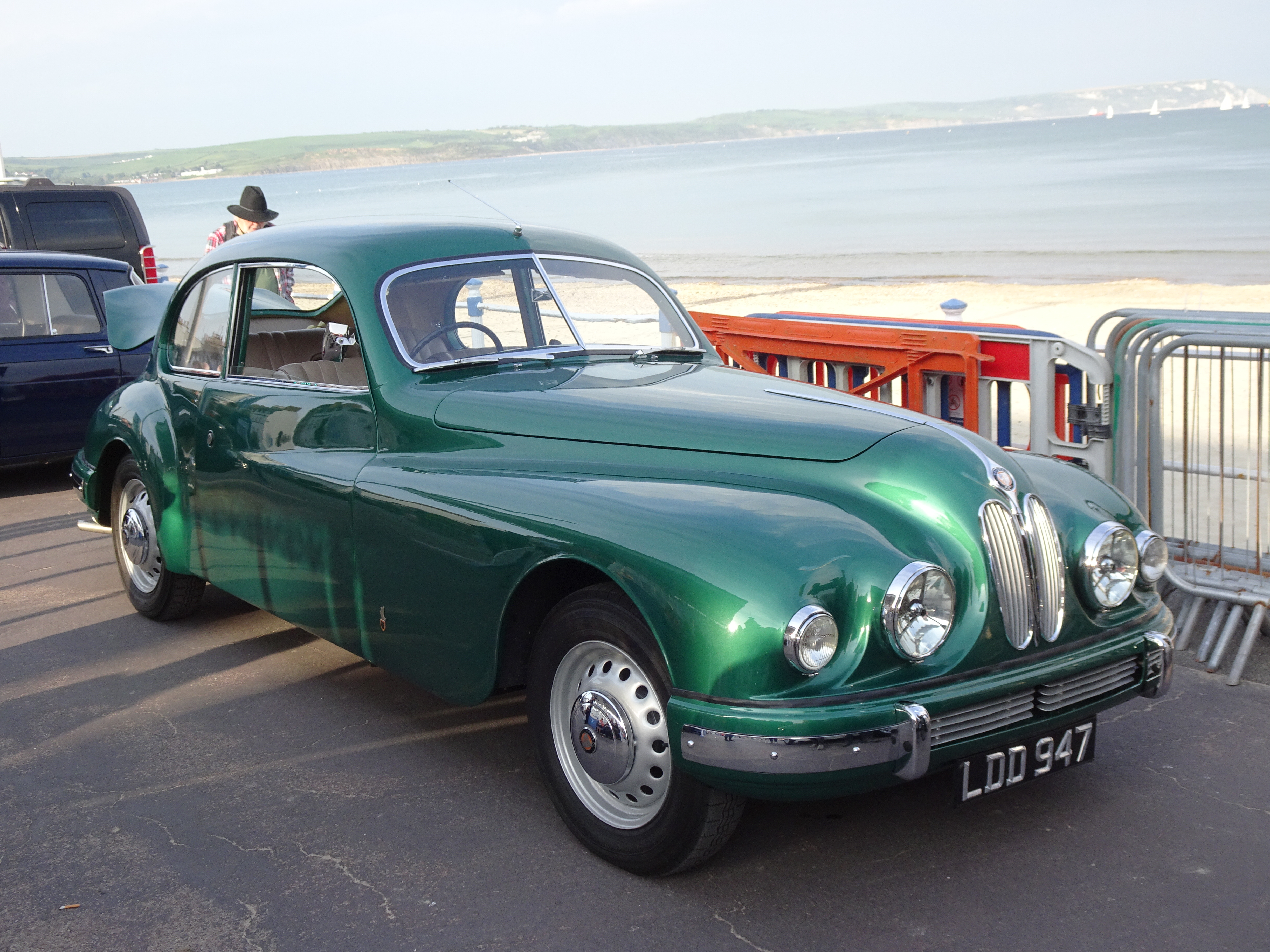
Mit Niere: Frontpartie des Bristol 401

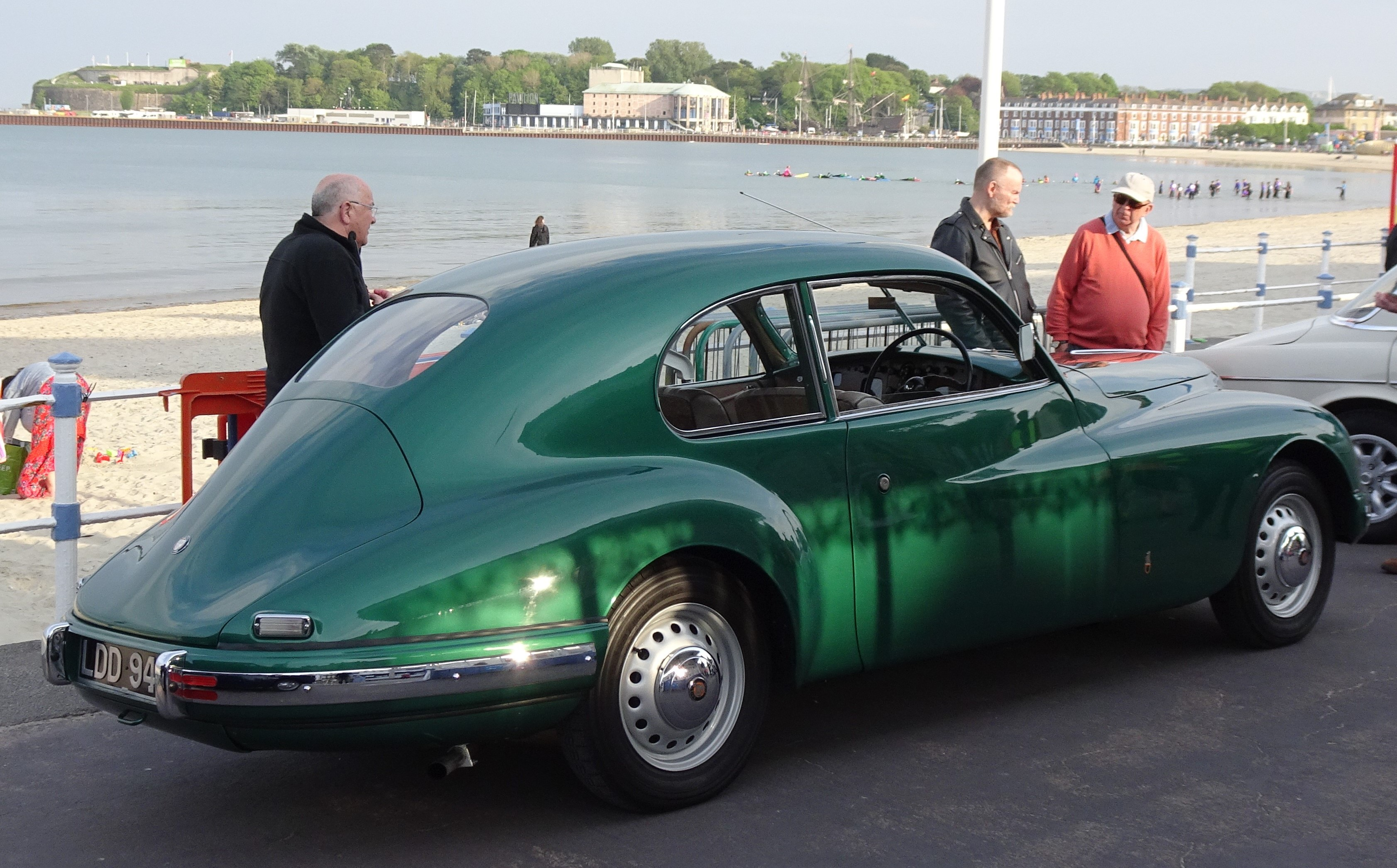
Heckansicht des Bristol 401

Die Karosserie des Bristol 401 war neu gestaltet und neu konstruiert.
Während der Bristol 400 von 1946 eine Stahlkarosserie hat, die auf einem Holzgerüst ruht, besteht die Karosserie des 401 aus Aluminiumblechen, die an einem Gerüst aus Stahlrohren befestigt sind. Diese gewichtsparende Konstruktionsweise, die in Großbritannien bis dahin nicht üblich war, ist an das Superleggera-Prinzip der Carrozzeria Touring angelehnt, das Bristol im Kern übernahm, im Detail aber „den eigenen Anforderungen anpasste“. Bei der Konstruktion des Rohrrahmens und der Karosserie erhielt Bristol Unterstützung von dem Spezialbetrieb The Abbey Panel & Sheet Metal Co. aus Coventry, der auch mindestens einen Prototyp aufbaute.
Stilistisch bricht der Bristol 401 mit seinem Vorgänger. Er ist „weitaus moderner“ gestaltet als der 400 und äußerlich „nicht in die Vergangenheit gerichtet, sondern der Zukunft zugewandt“. Die Karosserieform basiert auf einem Entwurf von Touring und orientiert sich an dem Aufbau der zweitürigen Lancia Aprilia Berlinetta, den Carlo Anderloni 1946 für eine Kleinserie gestaltet hatte. Anderloni entwickelte auf dieser Grundlage eine Variante für Bristol, die Bristols Designer Dudley Hobbs 1947 in Details überarbeitete.
Die Karosserie des 401 ist glattflächiger als die des Touring-Entwurfs. Beim Bristol entfallen die geschwungenen Sicken an den vorderen und hinteren Radausschnitten. Die Scheinwerfer sind anders als beim italienischen Entwurf in die Mitte gerückt; dadurch sollte dem Auto „ein britischeres Aussehen“ („a more British look“) gegeben werden. Die Kühlluftöffnungen sind mit stilisierten Nieren verkleidet, die die engen Beziehungen Bristols zu BMW belegen. Die Kotflügel verlängern sich bis in die Türen. Der Dachaufbau ist bis zur Hinterachse sehr hoch, um eine möglichst große Kopffreiheit im Fond zu ermöglichen, und fällt dann in ein großes, rundlich gestaltetes Heck ab. Vier Erwachsene kann der Bristol 401 komfortabel befördern.
Der Bristol 401 wurde als eines der ersten britischen Autos vor Produktionsbeginn umfassenden Windkanaltests mit einem Modell im Maßstab 1 : 10 unterzogen. Daraus resultierte ein Luftwiderstandsbeiwert von 0,36. Damit war der 401 eines der aerodynamisch effektivsten Autos seiner Zeit.
Der Aufbau wies einige ungewöhnliche Detaillösungen auf. Eine Besonderheit waren zunächst die Stoßstangen. Sie waren anfänglich verchromt – später waren sie in Wagenfarbe lackiert – und enthielten Gummieinlagen, die leichte Stöße abfangen sollten. Die Rücklichter und Blinker waren in die Stoßstangen einbezogen. Aus aerodynamischen Gründen gab es keine äußeren Türgriffe. An den Türen gab es lediglich Druckknöpfe, nach deren Betätigung sich die Tür einen Spalt breit öffnete, woraufhin dann ein weiterer Mechanismus zum vollständigen Öffnen der Türen zu betätigen war. Das Reserverad befand sich in einem eigenen Abteil unterhalb des Kofferraums; es war von außen zugänglich.

### Fahrleistungen
Die Fahrleistungen des Bristol 401 wurden von der Presse als überzeugend gewertet. Die hohe Fertigungsqualität und das nahezu vollständige Fehlen von Windgeräuschen selbst bei hohen Geschwindigkeiten wurden wiederholt gelobt. Der 401 erreichte eine Höchstgeschwindigkeit von 98 Meilen pro Stunde (ca. 155 km/h). Er übertraf damit trotz seiner gewachsenen Ausmaße die Fahrleistungen des kleineren Bristol 400. Das wurde als Beweis für den Erfolg der Bemühungen um Leichtbau und aerodynamische Effizienz gewertet.

## Sonderaufbauten
Neben den Serienaufbauten entstanden einige Sonderversionen des Bristol 401 mit individuellen Aufbauten. Die meisten kamen von kontinentaleuropäischen Karosserieherstellern. Grundlage dafür war ein Kontingent von zwei Dutzend Chassis ohne Karosserien, das Bristol ab 1947 in die Schweiz an seine dortige Vertretung lieferte. Einige Fahrgestelle aus diesem Pool erhielten Schweizer Karosserien, andere wurden zu italienischen Ausrüstern weitergeleitet.

### Britische Sonderkarosserien

#### Bradburn & Wedge
1951, als das Werkscabriolet Bristol 402 bereits verfügbar war, entwarf der Bristol-Händler Bradburn & Wedge aus Wolverhampton im Auftrag eines Kunden die Karosserie für ein viersitziges Cabriolet auf dem Chassis des Bristol 401.
Zweifelsfrei belegt ist die Existenz eines Fahrzeugs mit Bradburn-&-Wedge-Design. Es basiert auf dem Chassis 401895. Die handwerkliche Ausführung der Entwürfe übernahm Riverlee Motor Bodies in Birmingham, wahrscheinlich unter Einbindung von Richard Mead Coach Building als Subunternehmer oder Zulieferer. Stilistisch entspricht dieses Fahrzeug bis zu den Türen dem serienmäßigen 401. Im Gegensatz zum 402, dessen Verdeck im geschlossenen Zustand unmittelbar an die Fenster der Türen heranreicht, hat der Bradburn-&-Wedge-Entwurf zusätzliche hintere Seitenfenster. Das Verdeck ist weiter nach hinten versetzt als beim 402, und der Kofferraum ist höher und runder als beim Werks-Cabriolet. Das Auto existiert im 21. Jahrhundert noch. 1992 wurde der Wagen in London für 8.580 £ versteigert.
In der Literatur finden sich Hinweise darauf, dass Riverlee ein oder zwei weitere Fahrzeuge nach dem Bradburn-&-Wedge-Design herstellte; eine andere Quelle spricht von „einer Handvoll“. Hierzu war aber bislang keine Individualisierung nach Fahrgestellnummern möglich.

#### University
1948 stellte das Londoner Karosseriebauunternehmen University Coachwork ein zweisitziges Cabriolet mit Pontonkarosserie auf einem 401-Chassis her. Auftraggeber war der Bristol-Händler University Motors. Das Cabriolet hatte eine abgerundete Front, glattflächige Flanken, abgedeckte Hinterräder und eine nach hinten abfallende Heckpartie. Die Karosserie bestand im Gegensatz zum Serien-401 aus Stahlblech, sodass das Auto wesentlich schwerer war als das reguläre Modell. University zeigte seine Version des 401 auf der Earls Court Motor Show im Oktober 1948. Das Ausstellungsstück existiert nicht mehr. Unter Bristol-Enthusiasten gibt es Gerüchte über ein zweites University-Auto; konkrete Belege fehlen allerdings.

### Schweizer Sonderkarosserien

#### Beutler

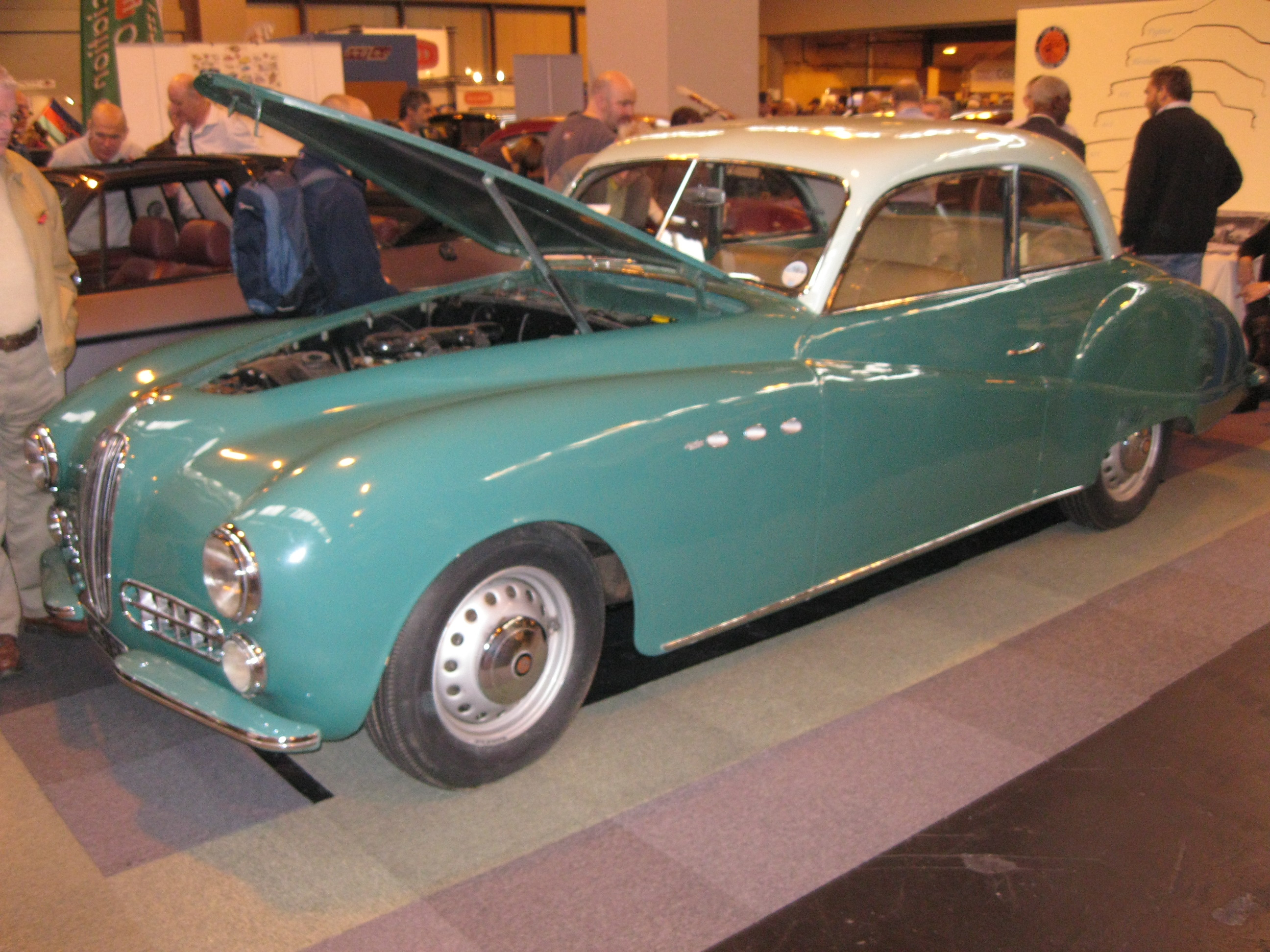
Bristol 401 Saloon mit Beutler-Aufbau

Der Schweizer Karosseriehersteller Gebrüder Beutler aus Thun kleidete insgesamt drei 401-Chassis ein: Zwei zweitürige Coupés (Saloons) und ein Cabriolet, das für den Genfer Auto-Salon 1951 entstand. Das Fahrzeug hat ausgeprägte vordere Kotflügel, die sich bis zum Heck des Wagens fortsetzen. Der Wagen wurde 2007 in der Schweiz bei einer Auktion angeboten, wurde aber nicht verkauft.

#### Ghia-Aigle
Einen zweitürigen, knapp viersitzigen Saloon gestaltete Giovanni Michelotti 1954 für die in Lugano ansässige Carrozzeria Ghia-Aigle. Der Wagen dürfte in der Schweiz aufgebaut worden sein. Er hatte im Wesentlichen eine geradlinig verlaufende Pontonkarosserie mit einem angedeuteten Schwung über der Hinterachse. Die Fahrgastzelle war weit zurückgesetzt. Die Dachstreben waren sehr schmal; die Glasflächen überwogen deutlich. Das Fahrzeug wurde in heller Lackierung mit blauem Dach ausgeliefert. Hinsichtlich der Proportionen nahm der Ghia-Aigle-Aufbau die Gestaltung des späteren Bristol 406 vorweg.

### Italienische Sonderkarosserien

#### Pinin Farina

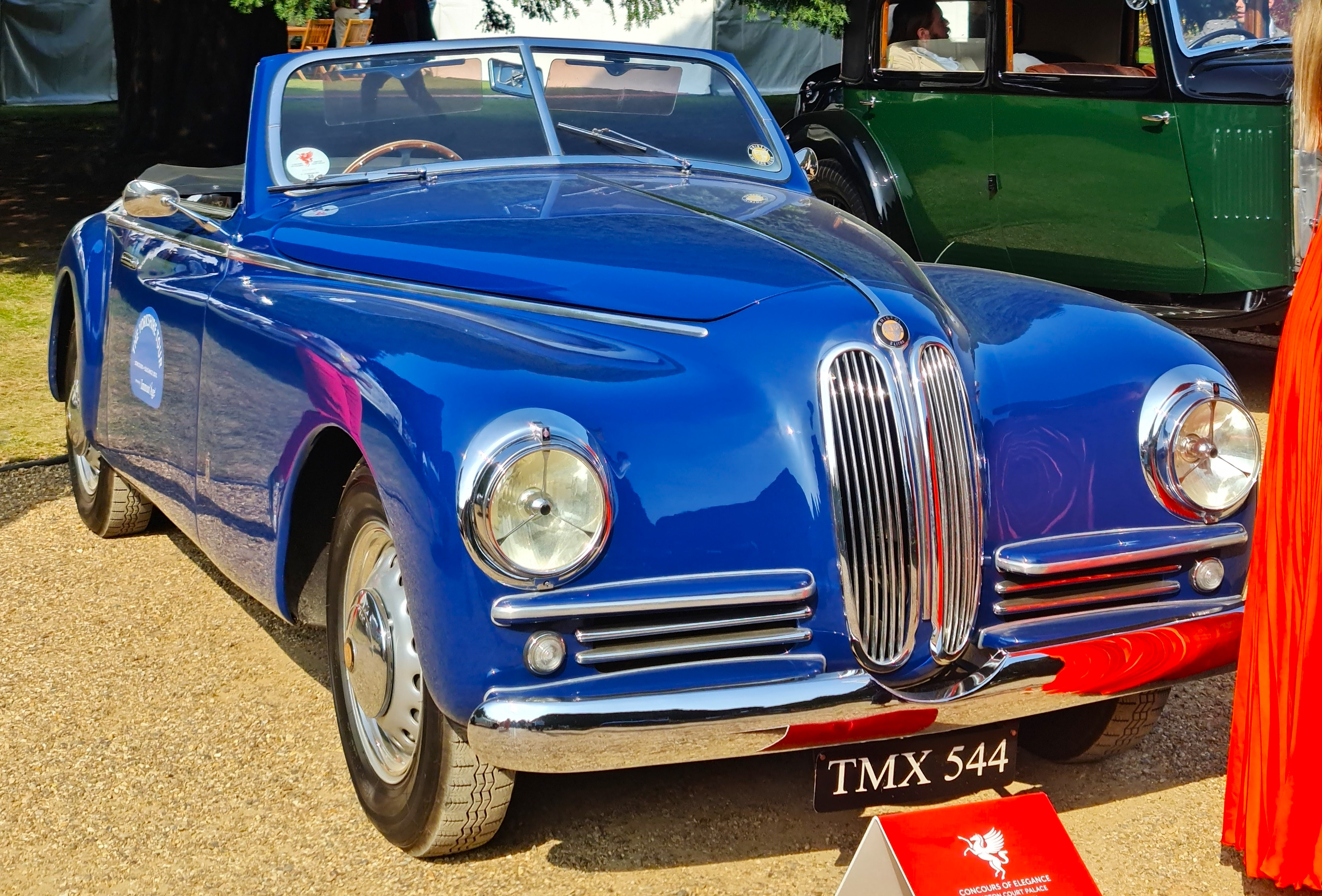
Bristol 401 mit Pininfarina-Aufbau

Das Turiner Studio Pinin Farina (später: Pininfarina) baute drei Cabriolets auf Bristol-401-Chassis. Der Auftrag ging auf H. J. Aldington zurück, einen der frühen Inhaber von Bristol Cars. Das Farina-Design hat keine Bezüge zu den britischen Serienmodellen. Die Karosserie gleicht einem Entwurf, den Farina bereits 1946 für ein Bristol-400-Chassis gestaltet hatte und der in dieser Form als 400 viermal hergestellt wurde. 
Der Aufbau ist im Pontonstil gehalten. Die Kotflügel sind weniger stark ausgeformt als bei den regulären 401. Vorn gibt es auf jeder Seite nur einen großen Rundscheinwerfer; die Zusatzbeleuchtung übernehmen bei den meisten Exemplaren kleine rechteckige Scheinwerfer, die links und rechts der Kühlermaske installiert sind. Farinas Entwurf hat einen waagerechten vorderen Stoßfänger, der von der Kühlermaske in der Mitte durchbrochen wird. Das Stoffverdeck verschwindet im aufgeklappten Zustand komplett hinter den Rücksitzen, sodass die waagerecht verlaufende Gürtellinie nicht beeinträchtigt wird. Das Auto ist ein Zweisitzer mit zwei hinteren Notsitzen.

#### Touring

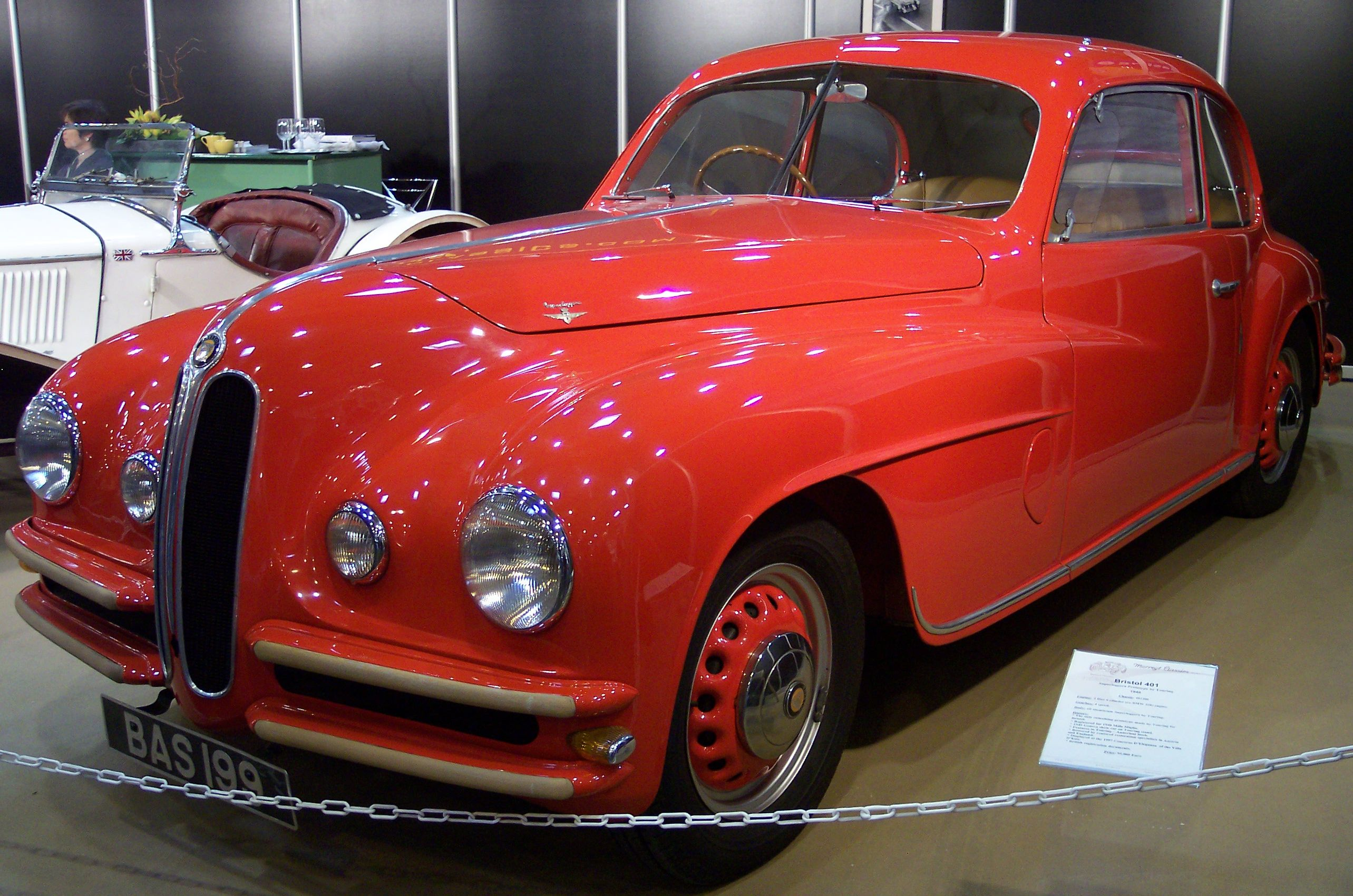
Bristol 401 mit Touring-Aufbau

Die Serienausführung des Bristol 401 orientiert sich technisch und stilistisch an zwei Prototypen, die die Carrozzeria Touring in Mailand 1947 im Auftrag Bristols herstellte. 
Über diese zwei Autos hinaus stellte sie bis 1949 eine Reihe weiterer Fahrzeuge auf 401-Chassis her, die stilistisch den Prototypen des Jahres 1947 glichen. Sie wurden nach und nach in den Verkauf gegeben. In Großbritannien kostete ein 401 mit Touring-Karosserie 2.500 £ zuzüglich Steuern; damit war diese Version etwa 420 £ teurer als ein Standard-401 mit Werkskarosserie. Wie viele Autos dieser Art hergestellt wurden, ist nicht zweifelsfrei geklärt. Werksseitige Angaben wurden nicht gemacht. Schätzungen in der Fachliteratur reichen von sieben bis zehn Fahrzeugen.

### Nachträgliche Neuaufbauten
Einige Bristol 401, die mit serienmäßiger Karosserie ausgeliefert wurden, erhielten aus verschiedenen Gründen – unter anderem im Rahmen einer Unfallreparatur – nachträglich neue Karosserien. Dazu gehört Chassis 4011023, für das der Tuner David Creed aus Shepherd’s Bush 1953 einen vollständig neuen Aufbau herstellte. Creeds 401 hat eine Pontonkarosserie mit glatten Wagenflanken, anstelle der Bristol-Nieren einen ovalen Kühllufteinlass und ein hohes Fließheck mit breiter C-Säule.

## Produktion
Der Bristol 401 wurde im Oktober 1948 gemeinsam mit der Cabriolet-Version 402 auf der London Motor Show in Earls Court vorgestellt. Produziert wurde er von 1948 bis 1952. Der Bristol Owners Club versucht, die Produktion in drei Serien zu unterteilen, die sich in Details voneinander unterscheiden. Eine Differenzierung wird allerdings dadurch erschwert, dass Bristol als typischer Kleinserienhersteller mehr oder weniger regelmäßig Kleinigkeiten änderte, verbesserte oder einige Details einfach Kundenwünschen anpasste.
Insgesamt entstanden etwa 650 Bristol 401. Diese Zahl schließt die Fahrzeuge mit Sonderaufbauten ein. Der größte Teil wurde in Großbritannien verkauft. Etwa 125 Fahrzeuge gingen in den Export, mehr als 60 davon nach Australien und Neuseeland.